# كاهوالي
كاهوالي (بالإنجليزية: Kahoali)‏ رب العرافين في ميثولوجيا هاواي. تقدم له الأضاحي البشرية، مثل كرات العين مع الكافا kafa (وهو شراب مسكر يؤخذ من جذور نبات الكافا المخمرة).